# Publicidade de fast food

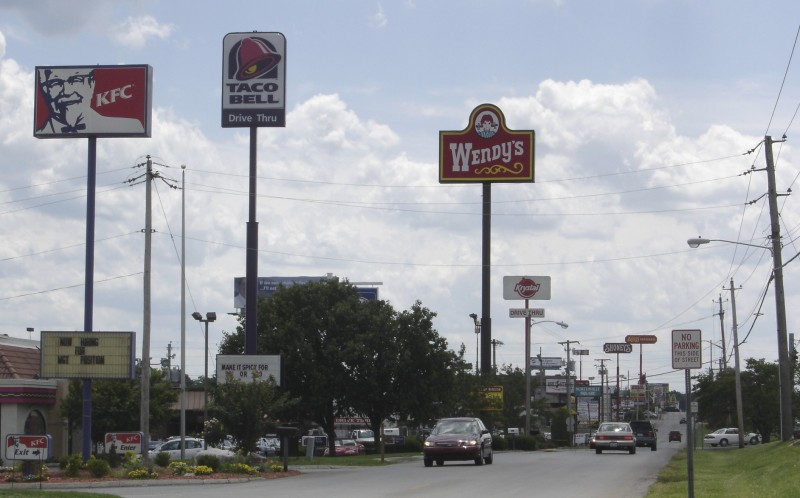
Anúncios publicitários de restaurantes de comida rápida em Bowling Green (Kentucky)

A publicidade de fast food, assim como a publicidade de bebidas alcoólicas, é bastante regulamentada, uma vez que as comidas conhecidas como "fast food" (por vezes chamadas ainda de Junk food - "comida-lixo", em português) podem ser bastante nocivas à saúde humana, tal como demonstrado pelo documentário estadunidense Super Size Me. No Brasil, em 2022, as reclamações contra propaganda de fast-foods aumentam 92% em 2022. Nesse contexto, Edu Neves, diretor executivo do portal Reclame AQUI, afirmou que tal aumento das reclamações estaria "relacionado à qualidade dos lanches e à expectativa do consumidor em relação ao produto mais nobre. (...) Nós observamos que as cadeias de fast-food estão buscando concorrer com as hamburguerias artesanais e lançando esse produtos mais premium. Porém, acredito que o fast-food ainda não está pronto para oferecer produtos premium. Entraram em uma seara que não estão preparados para competir”.